# Estação da Memória

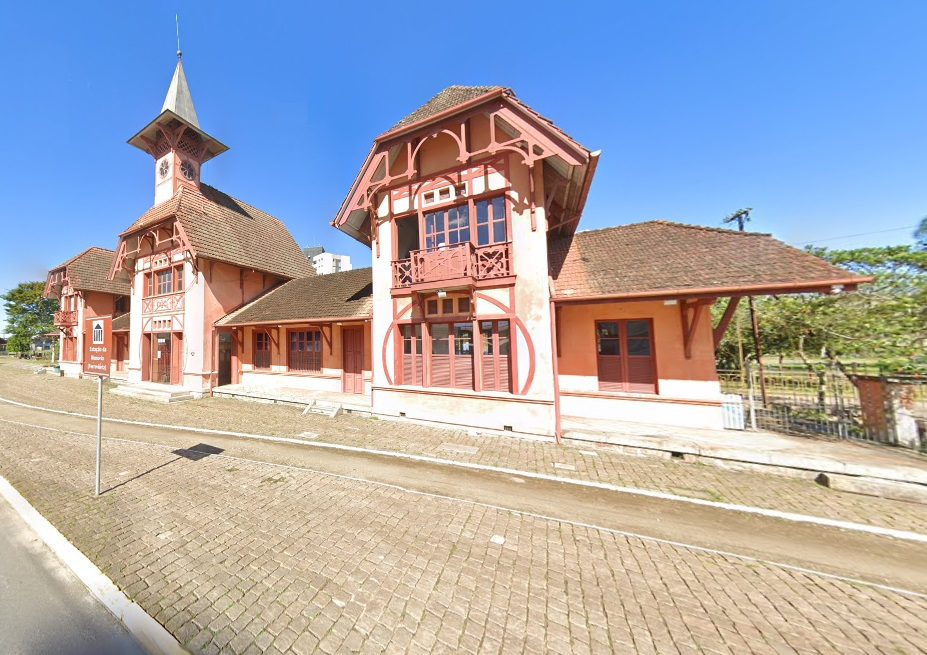
Vista da Estação da Memória

A unidade patrimonial Estação da Memória, com sede na antiga Estação Ferroviária de Joinville, construída em 1906, é um importante edifício constituinte do patrimônio ferroviário do Brasil e um marco no processo de formação, industrialização e desenvolvimento do município. Sua arquitetura teuto-brasileira e sua estreita ligação afetiva com a sociedade Joinvilense a torna um bem cultural representativo da cultura local e um atrativo turístico.
A Estação Ferroviária de Joinville é um bem patrimonializado, cronologicamente, em instância estadual, federal e municipal. O seu tombamento estadual foi realizado em 30 de setembro de 1996, por meio do Decreto n.º 1.225, sendo assim considerada “patrimônio do estado de Santa Catarina”. O tombamento federal ocorreu no contexto do Projeto Roteiros Nacionais de Imigração e Colonização, a partir de 2007,  sendo oficialmente homologado em maio de 2011, com a inscrição no Livro do Tombo Histórico do IPHAN no ano de 2015. No âmbito municipal, a Estação Ferroviária de Joinville foi (re)inaugurada em abril de 2008 sob um novo nome, Estação da Memória de Joinville. A partir de então, passou a contar com uma unidade patrimonial denominada de Estação da Memória, cuja regulamentação ocorreu por meio do Decreto municipal n.º 17.008, de 30 de agosto de 2010.  Dentre tantos outros, um de seus objetivos é atuar como centro de referência de memória das identidades que estabelecem a diversidade cultural de Joinville e região.
O local abriga a Coordenação de Patrimônio Cultural, área de lazer, cultura e educação, contando a história da cidade, bem como a memória do trabalho em Joinville e região. Mensalmente ocorre neste espaço o evento “Sábado na Estação”, com Mercado de Pulgas, Feira de Arte, Artesanato e Apresentações Culturais.

## História

### Inauguração
A Estação Ferroviária foi inaugurada em agosto de 1906 com a presença do então presidente do Brasil, Afonso Pena, sendo a primeira vez em que um presidente do país visitou a cidade de Joinville. Foi nessa ocasião também que a cidade recebeu a alcunha de "cidade das flores", tendo em vista que o então pequeno município Joinville enfeitou seus jardins e quintais para a recepção do presidente que ficou encantado com a beleza da cidade na ocasião. Cabe ressaltar que a primeira passagem do trem pela estação se deu ainda em julho de 1906, mas, para fins de uma "inauguração oficial" deve-se considerar agosto, pois foi nesse momento que as lideranças políticas e empresarias do município juntamente com o presidente deram início às atividades do prédio.

### Estrada de Ferro São Paulo - Rio Grande
A Estação Ferroviária está inserida no Ramal Porto União - São Francisco que, por sua vez, faz parte da Estrada de Ferro São Paulo - Rio Grande. Trata-se de um empreendimento ligado à necessidade de integração ferroviária do sul do Brasil, especialmente em virtude de demandas econômicas, militares, demográficas e territoriais. É importante ressaltar que no projeto inicial a linha férrea passaria por fora do perímetro urbano da cidade, mas, após pressões das entidades comerciais do município, conseguiu-se alterar o traçado.

### Desenvolvimento econômico e urbano
A Estação Ferroviária e sua respectiva linha férrea tiveram uma importância notória para o setor empresarial de Joinville, que, em um momento de crescimento urbano e industrialização da cidade, buscavam novas perspectivas de escoamento de sua produção.  O advento da Estação também representou a constituição de uma "vila ferroviária" em seus arredores, tendo em vista todos os serviços relacionados ao seu funcionamento (oficinas, armazéns, depósitos, casas dos ferroviários) e ao seus usuários (bares, pensões, pousadas e comércios em geral). Além de que, em função do grande fluxo de pessoas (seja os funcionários ou os passageiros), a Estação Ferroviária também representou um ponto de encontro e um espaço de sociabilidades.

### Declínio do modal ferroviário
Entre as décadas de 1930 e 1960 o ramal Porto União–São Francisco do Sul configurou-se como  corredor de transporte cereais e de madeira do meio oeste e planalto norte, com uma considerável quantidade de carga vinda do estado do Paraná. Evidencia-se que o processo de estagnação e declínio do modal ferroviário no Brasil, especialmente a partir da década de 1960, com a unificação de várias malhas férreas regionais sob a jurisdição de uma instituição federal, a Rede Ferroviária Federal Sociedade Anônima (RFFSA), é recorrente em todo o Brasil, considerando que o governo brasileiro optou por priorizar o transporte rodoviário A situação não divergiu com a Estação Ferroviária de Joinville, que atravessava um processo considerável de diminuição no fluxo de cargas e passageiros, especialmente em virtude da chegada de outros meios de transporte, desde a década de 1940. Cabe acrescentar que, depois de concluído o ramal Porto União–São Francisco do Sul, não houve investimentos visando à ampliação da rede, apenas almejando manter a malha já existente. A pavimentação da BR-280 também foi um fator a mais no decréscimo do fluxo de cargas pela ferrovia. 

### Privatização
Em março de 1992 a RFFSA foi incluída no Programa Nacional de Desestatização (PND) por meio do Decreto Federal n.º 473, de 10 de março de 1992, sendo até aquele momento o primeiro setor de serviço público a fazer parte do programa. Abriu-se então um horizonte de questionamentos sobre como seria feita a desestatização da malha férrea brasileira e qual seria o destino dado aos bens e aos trabalhadores vinculados à RFFSA. Mediante a privatização da Malha Sul, no ano de 1997, houve um sutil aumento no fluxo de cargas na linha férrea, que passou a ser administrada pela América Latina Logística (ALL). Cabe lembrar que em 1985 cessou o transporte de trem de passageiros na Estação, e esse cenário não se alterou após a desestatização da linha férrea.

## Processo de patrimonialização

### Tombamento estadual
O tombamento estadual se iniciou no ano de 1994, através de tramitação na Fundação Catarinense de Cultura (FCC), com protocolação do pedido. É importante lembrar que a FCC desenvolve, desde 1980, em colaboração com o IPHAN, pesquisas de preservação e salvaguarda do patrimônio relativo à história de imigrantes europeus, especialmente de origem alemã e italiana, em Santa Catarina. Durante dois anos o requerimento de tombamento tramitou até que, não havendo qualquer tipo de pendência ou impugnação, em 30 de setembro de 1996 o Decreto nº 1.225 foi publicado.

### Tombamento Federal
A partir do ano de 2007, o IPHAN empreendeu um projeto de proteção salvaguarda do patrimônio dos imigrantes em Santa Catarina sob a alcunha de Roteiros Nacionais de Imigração. Deve-se lembrar que o "imigrante" mencionado diz respeito a grupos considerados relevantes pelo Iphan (alemães e italianos quase na maioria do processo e poloneses e ucranianos em alguns curtos momentos) e que a opção por Santa Catarina está ligada ao pioneirismo na salvaguarda do patrimônio imigrante. O dossiê de tombamento menciona a desativação do conjunto da estação, a compra do prédio pela Prefeitura de Joinville no ano de 1999, com o intuito de preservá-lo, e o fato de que, mesmo com a conclusão do contorno ferroviário de Joinville (obra que faria com que a linha férrea passasse distante do perímetro urbano da cidade), os trilhos deveriam permanecer lá em razão da sua importância enquanto bem do patrimônio ferroviário. Essa excepcionalidade da Estação Ferroviária é mencionada quando se defende o valor histórico, estético e cultural do bem e seu tombamento em âmbito federal, com a consequente inscrição nos livros do Tombo Histórico e das Belas Artes. Essas especificidades da Estação são novamente referenciadas na ata n.º 67/2011 da Reunião do Conselho Consultivo do Patrimônio Cultural do Iphan, que defendeu que o tombamento enriqueceria a memória técnica construtiva de imigrantes no sul do país. Foi nessa reunião que os bens incluídos no Projeto Roteiros Nacionais de Imigração tiveram seu tombamento e salvaguarda aprovados. A inscrição da estação ferroviária no Livro do Tombo Histórico e nos Livros Tombo das Belas Artes aconteceu anos mais tarde, em 2015.

### UnidadeEstação da Memória
Após a compra do prédio pela Prefeitura, em 1999, havia o projeto de transformá-lo em algo chamado de Estação da Música, que acabou não se realizando. Nesse contexto, debatia-se na Fundação Cultural de Joinville a necessidade de se criar um espaço de memória que englobasse as diferentes fases de desenvolvimento da cidade, já que o Museu Arqueológico de Sambaqui de Joinville lida com um recorte temporal anterior à Colônia Dona Francisca, e o Museu Nacional de Imigração e Colonização de Joinville aborda um contexto de memória da imigração muito ligado ao patrimônio cultural alemão, de tal maneira que há um olhar de estranhamento por parte da população joinvilense que, enquanto espaço de memória, não é contemplada ou representada por esses locais. Nesse sentido, concebeu-se a Estação da Memória.
Inaugurada em abril de 2008, a Estação da Memória teve a referida denominação institucionalizada pela Lei municipal n.º 6.346, de 13 de novembro de 2008, conforme o Art. 1.º: “A partir deste ato denominada Estação da Memória, sob a administração da Fundação Cultural de Joinville". A condição de unidade patrimonial é regulada pelo Decreto n.º 17.008, de 30 de agosto de 2010, que, além de criar a unidade, estabeleceu os quatro objetivos da Estação da Memória:
1. Atuar como centro de referência de memória das identidades que estabelecem a diversidade cultural de Joinville e região, levando em conta os diferentes momentos e aspectos de sua história
2. Estimular o conhecimento e o reconhecimento da pluralidade cultural de Joinville e região, representada por unidades museológicas, espaços de memória, atrativos turísticos e demais bens culturais materiais e imateriais
3. Salvaguardar e expor acervos materiais e imateriais relacionados a sua própria história, à memória da estrada de ferro e aspectos ligados a ela, bem como à memória do trabalho em Joinville e região
4. Atuar em políticas públicas de educação para a valorização do patrimônio cultural como estratégia de construção da noção de pertencimentos e identidades, voltados ao reconhecimento do passado e projeção do futuro

### Pluralidade da Estação da Memória
Ao mesmo tempo em que a Estação Ferroviária de Joinville era tombada em instância federal por ser elemento constituinte do patrimônio imigrante nacional no Projeto Roteiros Nacionais de Imigração, ela era pensada e constituída enquanto espaço de memória que aglutinasse a memória social de grupos e atores sociais além da herança imigrante germânica. Vê-se aí a dimensão multifacetada de identidades que se desencadeiam e reivindicam lugar no cenário da Estação Ferroviária de Joinville 